# Tortola
Pour les articles homonymes, voir Tortola (homonymie).
Tortola (signifiant « tourterelle » en espagnol) est une île des Îles Vierges britanniques (IVB).

## Géographie
D'une superficie de 56 km2, l'île comptait 18 500 habitants en 2004 et abrite Road Town, la capitale des Îles Vierges britanniques.
Volcanique, le sud de l'île est montagneux et la zone du mont Sage, qui culmine à 521 m, est plus aride.

## Histoire
Christophe Colomb y aborde lors de son deuxième voyage en 1493[réf. nécessaire]. Les Îles Vierges britanniques furent délaissées par les Espagnols qui préféraient les contrées plus riches et devinrent ainsi le repaire idéal des anciens pirates. Après, plusieurs tentatives d'occupation allemandes (État du Brandebourg au XVIIe siècle), puis néerlandaise, l'île devient finalement anglaise.
Le 7 septembre 2017, l'île est la plus touchée de l'archipel des IVB lors du passage de l'ouragan Irma.

## Économie
Comme toutes les îles de IVB, leur statut de paradis fiscal est l'une des principales sources de revenus directs (malgré les faibles taux d'imposition) et indirecte (par l'économie liée aux classes les plus aisées qui s'y installent). Ainsi, Bernard Madoff y utilisait son fonds Luxalpha domicilié à Tortola[réf. nécessaire].

## Environnement

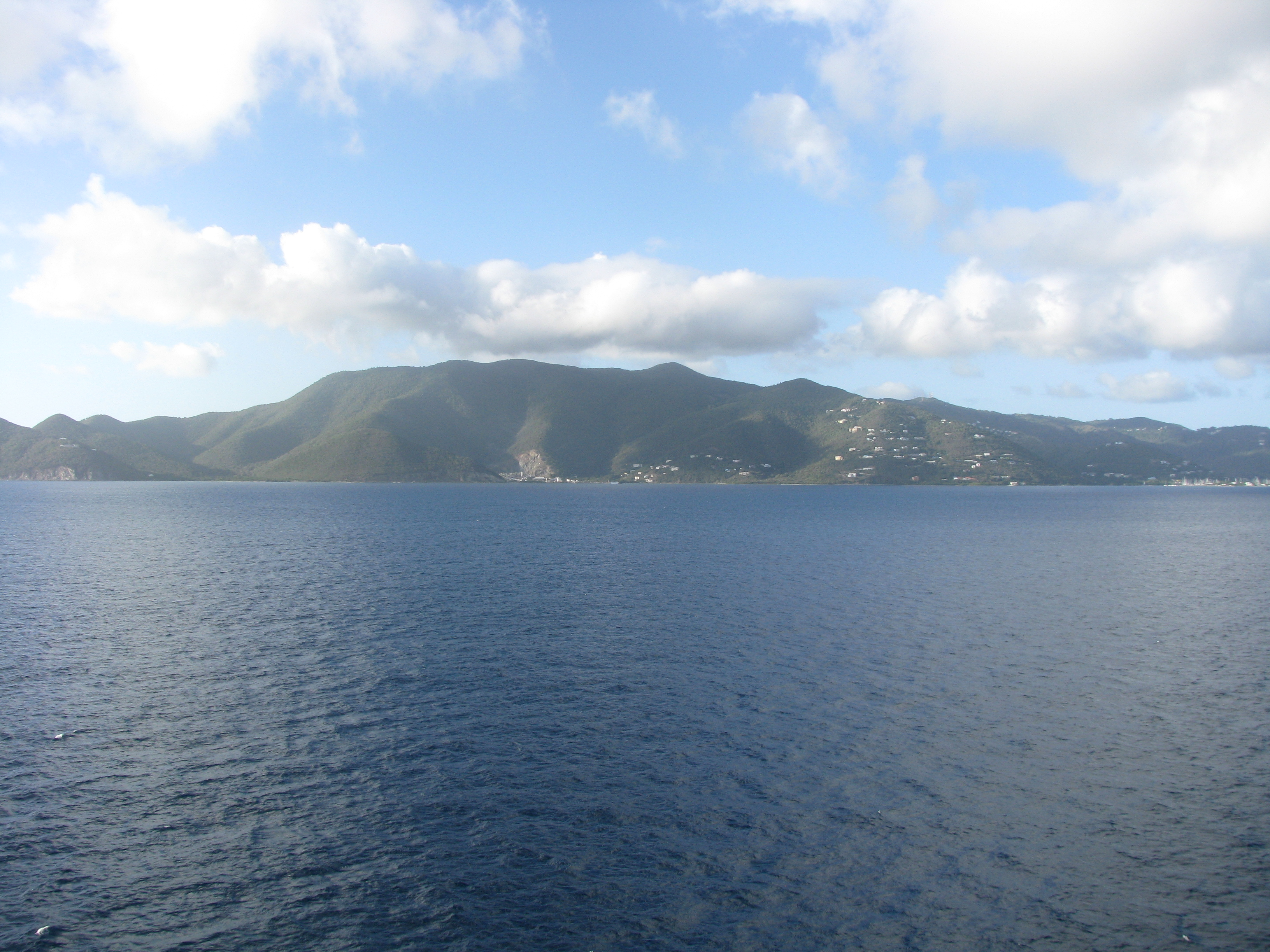
Vue de Road Town sur Tortola, dans les îles Vierges britanniques, quittant le port depuis le navire de croisière Norwegian Dawn.

Tortola, la plus étendue des Îles Vierges britanniques, préserve plusieurs sites naturels d'exception, comme ses épaisses forêts tropicales noyées dans la brume du mont Sage ou les fonds coralliens de Shark's Bay, sur la côte nord. Reliée à Tortola par un pont, l'île de Beef Island abrite l'une des plus belles mangroves des Caraïbes où se reproduisent flamants roses, hérons bleus et dendrocygnes des Antilles, une espèce de canard aujourd'hui en voie de disparition.
Les écologistes locaux s'inquiètent de la pression du tourisme (plus de 300 000 visiteurs par an) sur ses écosystèmes, notamment les forêts de palétuviers.